# Суперсерия 1978/1979
Суперсерия 1978/1979 — очередная серия встреч между хоккейными командами СССР и НХЛ/ВХА. В серии выступали вторая сборная СССР и две московских команды — «Динамо» и «Крылья Советов».

## Сборная СССР-2 — клубы ВХА
- 09.12.1978, «Нью-Ингленд Уэйлерс» — Сборная СССР-2 4:7 (0:3, 3:1, 1:3)

Вратари: Гарретт - Мышкин
Шайбы: 0:1 Ковин (Скворцов, Андреев,2), 0:2 С. Гимаев (Лобанов, Волчков,5), 1:2 (Селвуд (Маккензи,19), 2:2 Ларуш (Лей, Марк Хоу,21), 2:3 Волчков (Емельяненко, Лобанов,24), 3:3 Марк Хоу (Плумб, Кеон,34), 3:4 С. Гимаев (Лобанов,35), 3:5 И. Гимаев (Попов,47), 4:5 Роджерс (Марти Хоу, Миллер,52), 4:6 Андреев (Скворцов,58), 4:7 Скворцов (Андреев,58).
- 12.12.1978, «Квебек Нордикс» — Сборная СССР-2 3:6 (1:3, 1:2, 1:1)

Вратари: Корси - Мышкин
Шайбы: 0:1 Лобанов (9), 0:2 Скворцов (Паюсов,13-мен), 1:2 Клотье (Хогансон, Бернье,17), 1:3 Кабанов (Тюменев,18), 1:4 Тюменев (С. Гимаев,24), 1:5 Тюменев (27), 2:5 Тардиф (28), 3:5 Бернье (Клотье, Бакстер,45), 3:6 Кабанов (Назаров, Тюменев,49).
- 14.12.1978, «Виннипег Джетс» — Сборная СССР-2 3:4 (2:4, 1:0, 0:0)

Вратари: Маттсон - Бабарико (Мышкин,23).
Шайбы: 0:1 Волчков (Лобанов, С. Гимаев,1), 0:2 И. Гимаев (Тюменев,3), 0:3 Н. Макаров (И. Гимаев,6), 1:3 Лукович (Престон, Русковски,9), 2:3 Престон (Лукович,Русковски,13), 2:4 Андреев (Тыжных, Ковин,16-бол),3:4 Салливан (К. Нильссон,23-бол).
- 15.12.1978, «Эдмонтон Ойлерс» — Сборная СССР-2 5:3 (2:2, 1:0, 2:1)

Вратари: Д. Драйден - Мышкин
Шайбы: 1:0 Макдональд (Вейр, Шмур,2), 2:0 Чипперфилд (Собчук, Нейлсон,4), 2:1 С. Гимаев (8-бол), 2:2 Кабанов (И. Гимаев, Тюменев,17-бол), 3:2 Бэйли (Гретцки, Семенко,24),4:2 Собчук (Флетт, Лэнгвин,41), 5:2 Шмур (Берри,48), 5:3 Ковин (Скворцов, Андреев,55)
- 17.12.1978, «Бирмингем Буллз» — Сборная СССР-2 2:2 (1:1, 1:1, 0:0)

Вратари: Риггин - Мышкин.
Шайбы:0:1 Андреев (С. Тыжных, Скворцов,9), 1:1 Стефенсон (Хартсбург, Диллон,13),2:1 Кассолато (Кирк, Хансон,27), 2:2 И. Капустин (Тюменев,33).
- 20.12.1978, «Цинциннати Стингерс» — Сборная СССР-2 3:5 (2:2, 1:0, 0:3)

Вратари: Лиут - Мышкин.
Шайбы: 1:0 Марш (Фторек, Норвич,3), 1:1 Лобанов (И. Гимаев, Волченков,10-бол), 2:1 Дебол (Дидлейн, Мелроуз,16), 2:2 Волчков (Назаров, Лобанов,20), 3:2 Дидлейн (Томас, Дебол,35), 3:3 И. Капустин (Тюменев, Назаров,55), 3:4 Скворцов (Лобанов, Паюсов,59), 3:5 Паюсов (60-п. в)
Сб. СССР-2:
6 игр — В. Тюменев (2+6, 6), А. Лобанов (2+6, 2), А. Скворцов (3+4, 6), Ал. Андреев (3+3), С. Гимаев (3+2, 10), И. Гимаев (2+3, 9), А. Волчков (3+1, 2), А. Кабанов (3+0), В. Ковин (2+1,14), С. Тыжных (0+2, 8), А. Волченков (0+1, 8), М. Слипченко (0+0, 4), В. Мышкин (17п);
6 игр — В. Паюсов (1+2, 4), В. Назаров (0+3), И. Капустин (2+0), А. Емельяненко (0+1, 2), В. Попов (0+1, 2);
4 игры — Н. Макаров (1+0, 2);
3 игры — В. Дурдин;
1 игра — С. Бабарико (3п).

## «Динамо» Москва — клубы ВХА
- 26.12.1978, «Нью-Игленд Уэйлерс» — «Динамо» 4:1
Гол: В. Девятов
- 27.12.1978, «Квебек Нордикс» — «Динамо» — 5:4 (2:0, 2:3, 1:1)
Голы: В. Семенов, Е. Котлов, В. Викулов, С. Тукмачев
- 29.12.1978, «Эдмонтон Ойлерс» — «Динамо» 1:4 (1:0, 0:2, 0:2)
Голы: В. Семенов, А. Фроликов, М. Шостак, А. Волченков.
- 30.12.1978, «Виннипег Джетс» — «Динамо» 6:4 (3:1, 2:2, 1:1)
Голы: В. Викулов, А. Фроликов, С. Тукмачев, В. Девятов.
- 02.01.1979, Сборная ВХА — «Динамо» 4:2 (1:2, 1:0, 2:0)
Голы: А. Фроликов, В. Семенов.
- 04.01.1979, Сборная ВХА — «Динамо» 4:2 (3:0, 1:2, 0:0)
Голы: М. Шостак, В. Шкурдюк.
- 05.01.1979, Сборная ВХА — «Динамо» 4:3 (1:2, 2:0, 1:1)
Голы: М. Шостак, В. Шкурдюк, В. Семенов.

«Динамо» Москва:
7 игр — В. Семенов (5+3), В. Девятов (3+2, 2), М. Шостак (3+1, 4), А. Фроликов (3+1, 2), М. Слипченко (0+3, 4), А. Филиппов (0+3), А. Волченков (1+1, 2), В. Паюсов (0+2, 4), В. Орлов (0+1);
6 игр — Е. Котлов (1+4), В. Шкурдюк (2+1, 2), С. Тукмачев (1+1, 2), В. Викулов (1+0), С. Гимаев (0+1, 6), В. Голубович (0+1), С. Бабарико (24п);
5 игр — В. Анисин (0+2), А. Волчков, П. Езовских;
3 игры — А. Лобанов (0+2);
1 игра — Вл. Полупанов (4п), В. Филиппов.
В составе «Динамо» отсутствовали хоккеисты первой и молодёжных сборных, которых заменили игроки ЦСКА: А. Волченков, С. Гимаев, А. Волчков, А. Лобанов, В. Анисин, В. Викулов.

## «Крылья Советов» — клубы НХЛ
- 31.12.1978, Блумингтон (Миннесота), «Миннесота Норт Старз» — «Крылья Советов» 5:8

"Миннесота": Эдвардс (Лопрести,29), Баттерс-Ж. Потвин, Джексон-Смит; Шарпли-К. Андерсон-Занусси, Паризе-Смит-Полис, Янг-Манери-Макэдам, Пейн, Янгхэнс. "К. С.": Мышкин; Федоров-Хатулев, Тюрин-Стариков, Глухов-Палилов; Скворцов-Ковин-Варнаков, Тюменев-Ромашин-И. Капустин, Котов-Репнев-Кабанов, Лебедев, Бодунов.
Шайбы:0:1 Варнаков (Федоров,2), 0:2 Скворцов (Варнаков, Федоров,10), 0:3 Тюменев (Капустин,11), 1:3 Шарпли (12), 1:4 Хатулев (Варнаков, Федоров,14-бол), 1:5 Ковин (Скворцов, Варнаков,25),1:6 Ромашин (Капустин, Стариков,26), 1:7 Скворцов (Ковин, Федоров,27), 2:7 Смит (Джексон, Макадам,37), 2:8 Варнаков, Ковин, Скворцов,38), 3:8 Андерсон (39-мен), 4:8 Пейн (Смит, Макадам,42), 5:8 Макадам (Джексон,60).
- 02.01.1979, Филадельфия, «Филадельфия Флайерз» — «Крылья Советов» 4:4 (1:0, 0:2, 3:1)
Голы: Маклейш, 17 (1:0), А. Кабанов, 31 (1:1), В. Ковин, 35 (1:2), А. Скворцов, 47 (1:3), Р. Лич, 48 (2:3), А. Скворцов, 52 (2:4), Б. Кларк, 58 (3:4), Б. Кларк, 60 (4:4)
- 04.01.1979, Детройт, «Детройт Ред Уингз» — «Крылья Советов» 5:4
Голы: Скворцов, Ромашин, Стариков, Варнаков
- 09.01.1979, Бостон, «Бостон Брюинз» — «Крылья Советов» 1:4 (1:0, 0:2, 0:2)
Голы: Миддлтон, 13 (1:0), М. Варнаков, 27 (1:1), В. Хатулев, 29 (1:2), М. Варнаков, 42 (1:3), А. Скворцов, 59 (1:4)

«Крылья Советов»:
4 матча — А. Скворцов (6+4, 2), М. Варнаков (5+5, 5), В. Ковин (2+7, 4), Ю. Федоров (0+9, 2), С. Стариков (1+3, 4), И. Капустин (1+3, 2), И. Ромашин (2+1, 0), В. Тюменев (1+2, 2), В. Хатулев (2+0, 2), А. Кабанов (1+0, 2), Ю. Тюрин (0+1, 4), А. Бодунов (0+0, 0), Ю. Лебедев (0+0, 0);
3 матча — В. Мышкин (15п, 0), Ю. Терехин (0+0, 4), С. Котов (0+0, 0), В. Палилов (0+0, 0), В. Расько (0+0, 0), В. Репнев (0+0, 0);
2 матча — С. Коротков (0+1, 0), В. Локотко (0+1, 0), С. Глухов (0+0, 4);
1 матч — А. Сидельников (1п, 0).
За «Крылья Советов» выступали: А. Скворцов, М. Варнаков, В. Ковин, Ю. Федоров (все — «Торпедо» Горький), В. Хатулев («Динамо» Рига), С. Стариков («Трактор»).